# Schaffhausen
Schaffhausen este un oraș cu rădăcini istorice, o municipalitate din nordul Elveției și capitala cantonului cu același nume; avea o populație estimată la 36.000 în decembrie 2016. Orașul este situat chiar pe malul Rinului; este unul dintre cele patru orașe elvețiene situate la nord de Rin împreună cu Neuhausen, Neunkirch și Stein.
Porțiunea veche a orașului are multe clădiri frumoase din epoca Renașterii decorate cu fresce și sculpturi exterioare, precum și vechea cetate cantonică, Munot. Schaffhausen este, de asemenea, un nod feroviar al rețelelor feroviare elvețiene și germane.

## Etimologie
Orașul este menționat pentru prima dată în 1045 ca Villa Scafhusun. Există cel puțin două teorii despre originea acestui nume:
- Unul se referă la un vad (trecere) pe Rin, amintit pentru prima dată în 1050. Acest „vad” se poate referi de fapt la un scapha (barcă de pescuit în latină) sau skiff, care a fost folosit pentru debarcarea mărfurilor care proveneau din Konstanz pentru a le transporta în jurul Cascadei Rinului. Numele Scafhusun a apărut apoi din scapha folosită la acel moment.

- O altă teorie este aceea că Scafhusun provine de la Schaf (oaie), întrucât un berbec (acum o oaie) era stema străveche (trasabilă până în 1049) a orașului, derivată din cea a fondatorilor săi, conții de Nellenburg.[4]

## Istorie
Schaffhausen a fost un oraș-stat în Evul Mediu, documentat că a bătut monedă proprie din 1045. În jurul anului 1050, conții de Nellenburg au fondat mănăstirea benedictină a tuturor sfinților, care a devenit centrul orașului. Poate încă din 1190, cu siguranță în 1208, a fost un oraș imperial liber, în timp ce primul sigiliu datează din 1253. Puterile starețului au fost treptat limitate, iar în 1277, împăratul Rudolf I, a oferit orașului o cartă a libertăților. În 1330, împăratul Louis al Bavariei l-a promis Habsburgilor. La începutul secolului 15, puterea habsburgică asupra orașului a scăzut. Până în 1411, breslele stăpâneau orașul. Apoi, în 1415, ducele habsburgic Frederic al IV-lea al Austriei s-a aliat cu antipapa Ioan XXIII la Consiliul de la Konstanz și a fost interzis de împăratul Sigismund. Ca urmare a interdicției și a nevoii de bani a lui Frederic, Schaffhausen a putut să-și cumpere independența de la Habsburgi în 1418. Orașul s-a aliat cu șase confederați elvețieni în 1454 și s-a aliat cu încă doi (Uri și Unterwalden) în 1479. Schaffhausen a devenit membru deplin al Confederației Elvețiene Vechi în 1501.
Reforma a fost adoptată, inițial, în 1524 și complet în 1529. Orașul a fost puternic avariat în timpul Războiului de treizeci de ani prin trecerea trupelor suedeze (protestante) și bavareze (romano-catolice), iar podul foarte important a fost ars. Abia la începutul secolului al XIX-lea dezvoltarea industrială a orașului a avut parte de un nou început. În 1857, prima cale ferată, Rheinfallbahn care pornește de la Winterthur, a ajuns la Schaffhausen.
La 1 aprilie 1944, Schaffhausen a fost bombardat de avioanele Forțelor Aeriene ale Statelor Unite ale Americii care au nimerit din spațiul aerian german în Elveția neutră din cauza unor erori de navigare. Sirenele de raid aerian au sunat deseori în trecut, fără ca un atac să aibă loc, așa că mulți locuitori au ignorat sirenele în acea zi. Un total de 40 de civili au murit drept urmare. Președintele Franklin Delano Roosevelt a trimis o scrisoare personală de scuză primarului Schaffhausenului, iar Statele Unite au oferit rapid patru milioane de dolari americani ca reparații.
1. ↑  Arealstatistik Standard - Gemeinden nach 4 Hauptbereichen (în germană), Bundesamt für Statistik[*], accesat în 13 ianuarie 2019
2. ↑   https://it-ch.topographic-map.com/map-h9tnmt/Sciaffusa/?zoom=19&center=47.69697%2C8.63452&popup=47.69711%2C8.63447 Lipsește sau este vid: |title= (ajutor)
3. ↑  „Schaffhausen”.
4. ↑  „Schffhausen Etimology”.
5. ↑  „Schaffhausen History”.